# Арташес I
Арташе́с I (грабар Artašēs I (Արտաշէս Ա) в грекоримских источников известен как Арта́ксий (др.-греч. Ἀρταξίας (Artaxías); дата рождения 230 до н. э. — умер около 160 до н. э.) — армянский и ближневосточный государственный деятель эпохи эллинизма. Изначально селевкидский стратег, впоследствии — первый царь (189 до н. э.—160 до н. э.) Великой Армении, основоположник династии Арташесидов, реформатор, объединитель армянских земель и завоеватель. Победы Арташеса I в столкновениях с Аршакидами, Римом и Селевкидами упрочили положение Армении и позволили ей стать ведущей державой Малой Азии и Закавказья.
Арташес является дедом Тиграна II Великого.

## Происхождение

### Имя
Имя Арташес (грабар Արտաշէս (artašēs)) является заимствованием поздне-ахеменидской эпохи из др.-перс. 𐎠𐎼𐎫𐎧𐏁𐏂𐎠 (a-r-t-x-š-ç-a /artaxšaçā/), которое также является источником др.-греч. Αρταξέρξης «Артаксеркс» и пехл. ʾrthštr «Ардашир». Согласно Р. Ачаряну, непосредственным источником армянского слова является незафиксированная форма *Artašas. Имя можно перевести как «тот, чьё правление — через истину (аша)». В своих арамейских надписях Арташес называет себя эпитетом «Добрый», который, по мнению Гагика Саргсяна, следует понимать как «Благочестивый», что соответствует эпитету др.-греч. Εὐσεβής.

### Связь с династиейЕрвандуни
В своих надписях Арташес I относит себя к династии царей Армении Ервандуни.

## Царствование

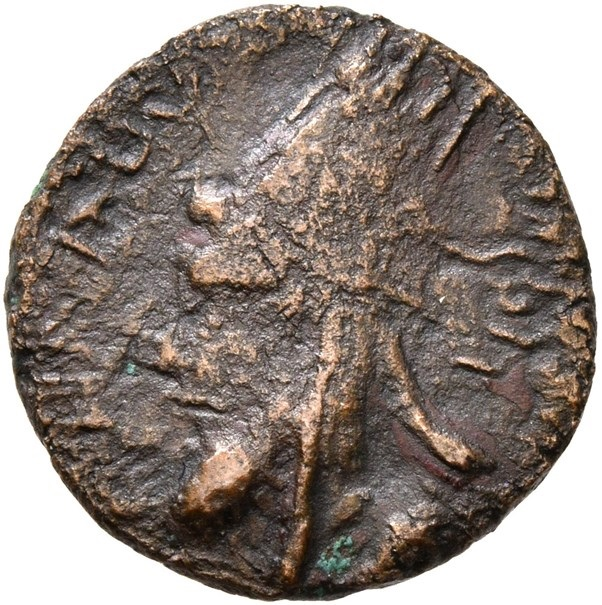
Монета Арташеса I раннего периода его правления с надписью на арамейском языке 'rthṣsy mlk' — Арташес царь. Поздние монеты Арташеса и его потомков содержали надписи только на греческом языке

Селевкидский правитель Антиох III Великий объединил армянские земли в единую сатрапию со столицей в Армавире на Араратской долине. Она получила название Великая Армения и Софена. Сатрапом в Великую Армению Антиох назначил местного династа Артаксия (Арташеса I), в Софену — Зариадра (Зареха). После поражения Антиоха III от римлян в битве при Магнесии в 190 до н. э., в результате которого Антиох был вынужден отказаться от всех малоазийских владений Селевкидов к северу от Тавра, оба сатрапа объявили о своей независимости и провозгласили себя царями. Так возникли самостоятельные армянские государства, образование которых в известной мере было связано с антиэллинистической реакцией местного населения. Арташес подчинил себе всё Армянское нагорье и ряд соседних областей. Армения, по свидетельству Страбона, быстро разрослась за счет областей, населённых мидийцами, иберами, халибами, моссинойками, катаонами и сирийцами. По свидетельству Страбона, он казался настолько сильным государем, что сам Ганнибал после своего поражения при Заме явился к его двору, надеясь с помощью армянского царя возобновить борьбу с римлянами. По оценкам авторов Большой российской энциклопедии, победы Арташеса I в столкновениях с Аршакидами, Римом и Селевкидами упрочили положение Армении и позволили ей стать ведущей державой Малой Азии и Закавказья.
В начале II века д.н. э. шла многолетняя война между малоазийским царствами, получавшими в свою очередь помощь и покровительство Рима, Селевкидов, Армении. Так, непосредственно с армянской службы на службу к Вифинскому царю Пруссию, воевавшему с римлянами и их союзниками, отправился полководец Ганнибал. Все царствование Арташеса прошло в войнах с державой Селевкидов, заметно ослабивших последних. К концу правления Арташеса, вероятно, начались столкновения с парфянскими Аршакидами царя Митридата I, подходившими к границам Мидии.

### Внутренняя политика

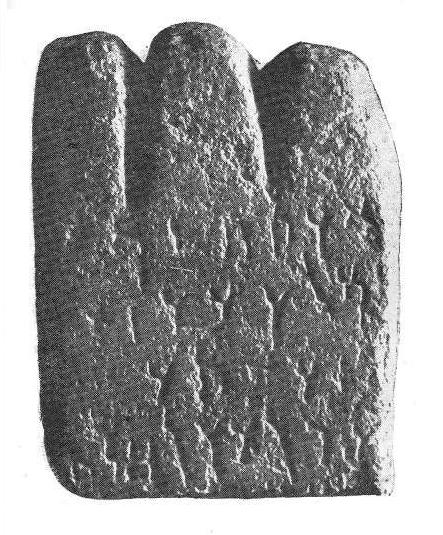
Делимитационные камни царя Арташеса I найденные в Сюнике

Согласно Страбону, царство Арташеса вначале включало Араратскую равнину в среднем течении Аракса и называлось Айрарат. На левом берегу этой реки в промежутке от 190 до 170 года до н. э., вероятно до 186 года до н. э., то есть до переходя Ганнибала на службу к вифинскому царю Пруссию, воевавшему с Римом, по приказу царя Арташеса был возведен город Арташат, куда армянский монарх перенёс столицу из Армавира. По сообщению античных авторов, строительством города руководил бежавший на Ближний Восток карфагенский полководец Ганнибал. Город Арташат (Артаксата) в связи с этим называли армянским Карфагеном. Также были перенесены в новую столицу статуи богов из религиозного центра Багаран, в том числе статуя бога письменности, мудрости и знаний Тира. Арташес основал ещё несколько городов, названных в честь его отца Зарехаванами или Заришатами. Впоследствии Арташес значительно укрепил и расширил свои владения, подчинив себе почти всё Армянское нагорье.
Античные авторы об основании Арташата сообщают следующее:
Плутарх писал:

Рассказывают, что карфагенянин Ганнибал, после того как Антиох окончательно проиграл войну с римлянами, перешёл ко двору Артакса Армянского, которому дал множество полезных советов и наставлений. Между прочим он приметил местность, чрезвычайно удачно расположенную и красивую, но лежавшую в запустении, и, сделав предварительные намётки для будущего города, позвал Артакса, показал ему эту местность и убедил застроить её. Царь остался доволен и попросил Ганнибала, чтобы тот сам взял на себя надзор над строительством. Возник большой и очень красивый город, которому царь дал своё имя и провозгласил его столицей Армении.

Об основании города Арташат упоминал не только Плутарх. Так, Страбон писал:

Артаксата недалеко от равнины Араксены — это благоустроенный город и столица страны. Она расположена на схожем с полуостровом выступе, а перед её стенами кругом проходит река за исключением пространства на перешейке, которое огорожено рвом и частоколом

Страбон также сообщал о непосредственном участие в строительстве Арташата карфагенского полководца Ганнибал.
Отцом Арташеса был Зариатр — возможно, потомок софенских царей. Однако в своих надписях Арташес именует себя Ервандидом, претендуя таким образом на родство с поверженной династией.
Как средневековые предания, так и подлинные надписи Арташеса I говорят о проведении им важной земельной реформы. В различных частях Армении найдены каменные стелы, служившие обозначением межей между сёлами; на них — надписи по-арамейски (официальный язык канцелярии и суда). Речь шла о более чётком разграничении царских (в том числе и выданных частным лицам) и общинных земель, а также, вероятно, земель городов, которых в царстве Арташеса было немало.

### Внешняя политика
Арташес I расширил свои владения в Армении во всех четырёх направлениях. Прежде всего он покорил области, подчинённые ранее Атропатене и Иверии. В Иверии был убит Фарнаджом, потомок Фарнабаза, и на престол был возведён армянский царевич. Затем Арташес распространил свои владения также на запад — за счёт Малой Армении — и на юг, где столкнулся с Селевкидами.

#### Восточный поход

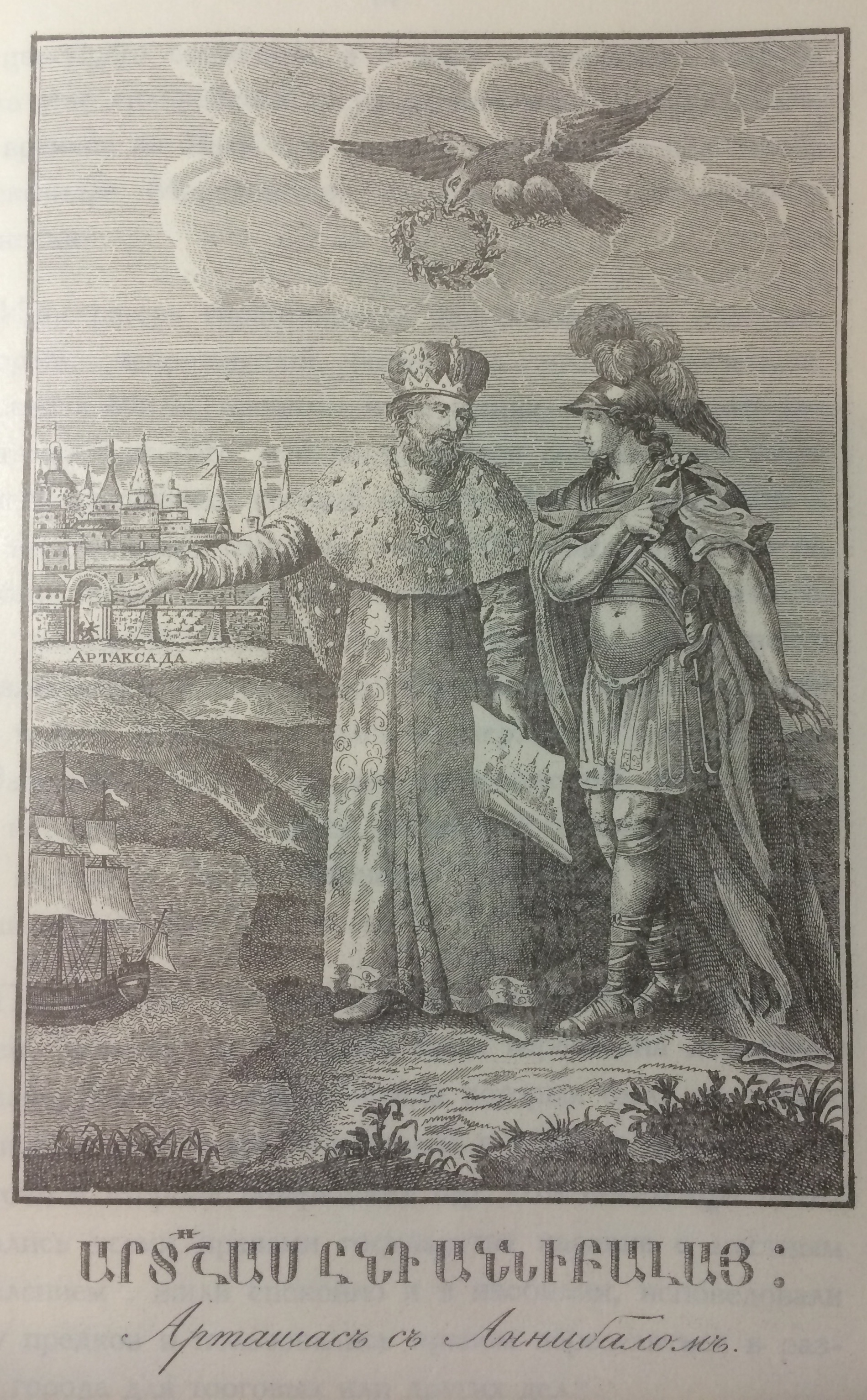
Арташес и Ганнибал, гравюра из книги «Опыт написания истории Армянского царства» (1827)

Рассказывая о Восточном походе Арташеса и Зареха, древнегреческий историк Страбон говорит:

Они, не довольствуясь тем, что заимели,… расширили свои владения за счёт соседних народов. У мидян они отняли Каспиану, Фаунитиду и Басолропеду…
Академик АН Армянской ССР, историк-картограф С. Т. Еремян, составивший карту территориальных изменений Великой Армении от 189 года до н. э. до 428 года н. э., отмечал, что область Каспиана хорошо известна, Басоропеду он отождествлял с областью Парспатуник, однако местонахождение Фаунитиды считал неясным. Р. Хьюсен полагает, что под Фаунитидой имеется в виду Сюник, а фонетическое несоответствие объясняется ошибкой писца, неправильно скопировавшего обозначавшее Сюник название Савнитис.

#### Северный поход
…У иверов (они отняли) бок горы Париадра, Хордзене, равно и Гогарене, лежащую по ту сторону Кура— Страбон
Согласно исследованиям академика Еремяна, Париадра соответствует Пархару, Хордзене — области Клардж и Артаван, а Гогарене — Гугарку, которые на протяжении всего III века до нашей эры входили в состав государства Ервандидов.

#### Борьба с Селевкидами за гегемонию на Ближнем Востоке

##### Западный поход
…У халибов и масиноиков, (они отняли) Каренитис и Дерксене, находящиеся у самых пределов Малой Армении и теперь ещё составляющие часть её, у катаонов — Акилисене и соседнюю область Антитавра…— Страбон
Первые две области, по мнению академика Еремяна, были присоединены к Великой Армении, а Акилисена и область Антитавра — к Софене. Считается, что присоединение этих земель произошло в 179 году до нашей эры, когда был заключён мир между воюющими малоазийскими государствами во главе с Понтом и Пергамом. Будучи противником селевкидов, которые стояли за Понтом, Арташес поддерживал Пергам. О его роли в этой войне известно лишь по краткому сообщению современника этих событий, древнегреческого историка Полибия, который писал:

…Из князей Азии в подписании мира участвовали Арташес, который управлял большей частью Армении и Акуселох (предположительно, сын Зареха)…— Полибий

##### Южный поход

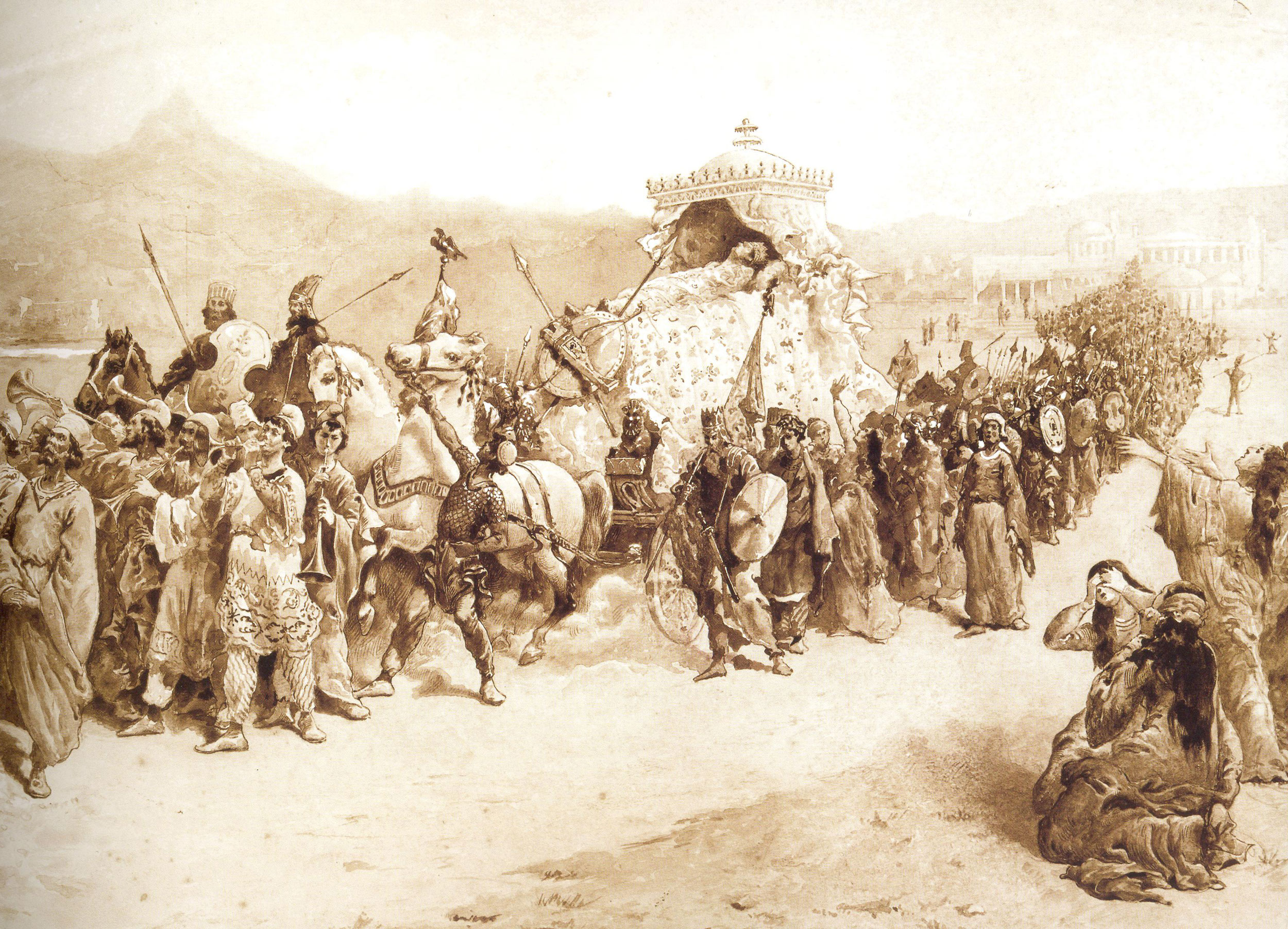
Похороны Арташеса I. Художник Джузеппе Канелла (1788—1847)

О Южном походе Страбон рассказывал, что Арташес отнял у сиров Тамонитис.
Эта последняя область отождествляется академиком Еремяном с областью Тморик (Таморида), которая входила тогда в состав государства Селевкидов.
Южный поход Арташеса I упоминают также Моисей Хоренский и античные историки Диодор Сицилийский, Аппиан и Порфьюр, со слов отца церкви Иеронима.
Воспользовавшись отсутствием селевкидского царя Антиоха IV, занятого войной в Египте, Арташес I в 168 году до нашей эры вторгается в Тморик.
В 165 году до нашей эры Антиох IV Эпифан с войсками переходит Евфрат и идёт на Арташеса. Сражение происходит на берегах Тигра. В результате кровопролитной битвы область осталась в руках армян.
Арташес пытался захватить и другие эллинистические государства Ближнего Востока, однако последним, благодаря помощи Селевкидов, удавалось длительное время сохранять независимость. Тем не менее, уже к 179 г. д н. э. могущество Арташеса в результате его завоеваний возросло настолько, что он стал выступать арбитром в конфликтах правителей Малой Азии.
Исключительно высокий статус армянского царя как инстанции, разрешающей споры малоазийских властителей, подтверждается тем, что на определенном этапе истории функции по арбитражу споров правителей Малой Азии исполнялись также и римским Сенатом. В 161—160 году до н. э. под конец своего царствования Арташес активно поддерживал восстание сатрапов Вавилонии и Мидии, фактически отпавших от державы Селевкидов. Таким образом Арташес сыграл важную роль в процессе ослабления и распада этого государства, что сделало возможным последующее присоединение, спустя десятилетия, селевкидского государства к Армянской империи Тиграна II Великого.
Перечислив завоевания Арташеса и Зареха, Страбон так заканчивает этот эпизод:

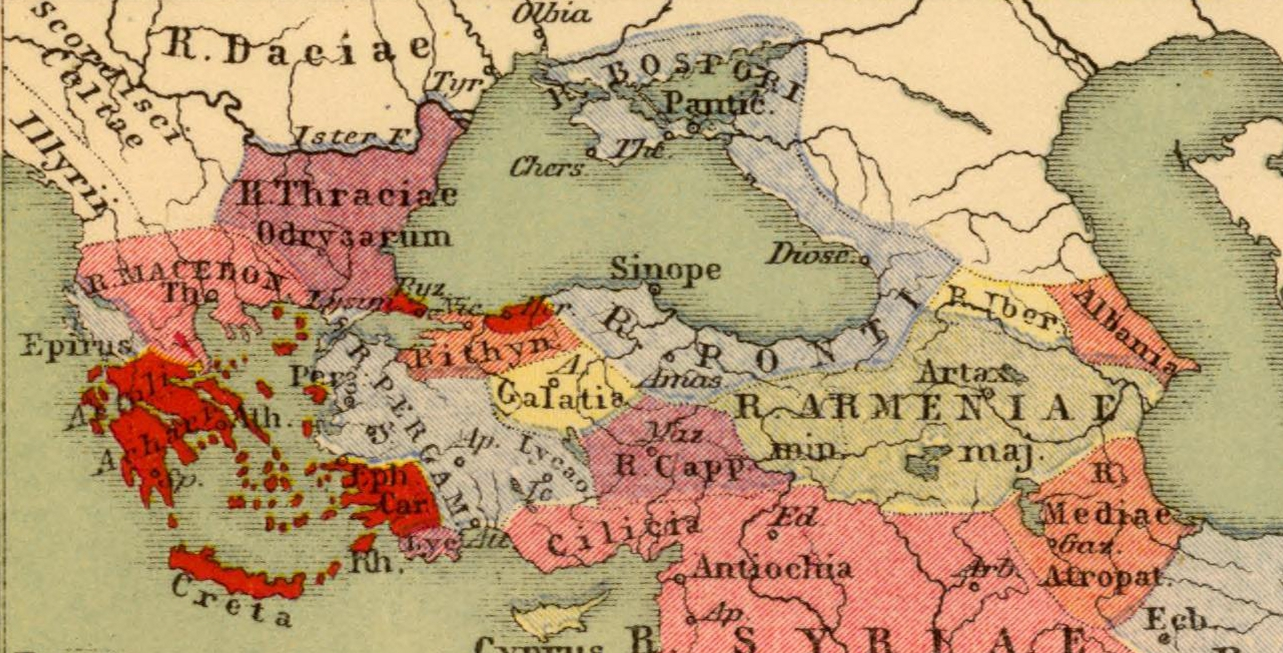
Великая Армения Арташеса I Благого

…так что теперь все жители этой страны говорят одним языком.
.

## Царство после Арташеса
Процарствовав 29 лет, Арташес I скончался, горестно заметив: «Увы, всё на свете бренно».
После смерти Арташеса I наступила длительная эпоха войн между Арменией и усилившейся Парфянской державой. Один из внуков Арташеса I, царевич Тигран, оказался в парфянском плену и вырос при парфянском дворе. Однако, вернувшись из парфянского плена в Армению, царевич занимает престол под именем Тиграна II (прозванного Великим), и в 91-90 г. до н. э. начинает успешную войну на востоке против парфянского царя Митридата II Великого. По результатам войны с Парфянским царством Тигран обретает титул «царя царей», ранее принадлежавшего Митридату II Парфянскому, превратив Армению в крупнейшую державу